# Emmygalan 2016
Emmygalan 2016 var den 68:e upplagan av Primetime Emmy Awards som belönade insatser inom TV-produktioner som visades i USA mellan 1 juni 2015 och 31 maj 2016, och hölls den 18 september 2016 på Microsoft Theater i Los Angeles, Kalifornien. Årets värd var Jimmy Kimmel.

## Vinnare och nominerade

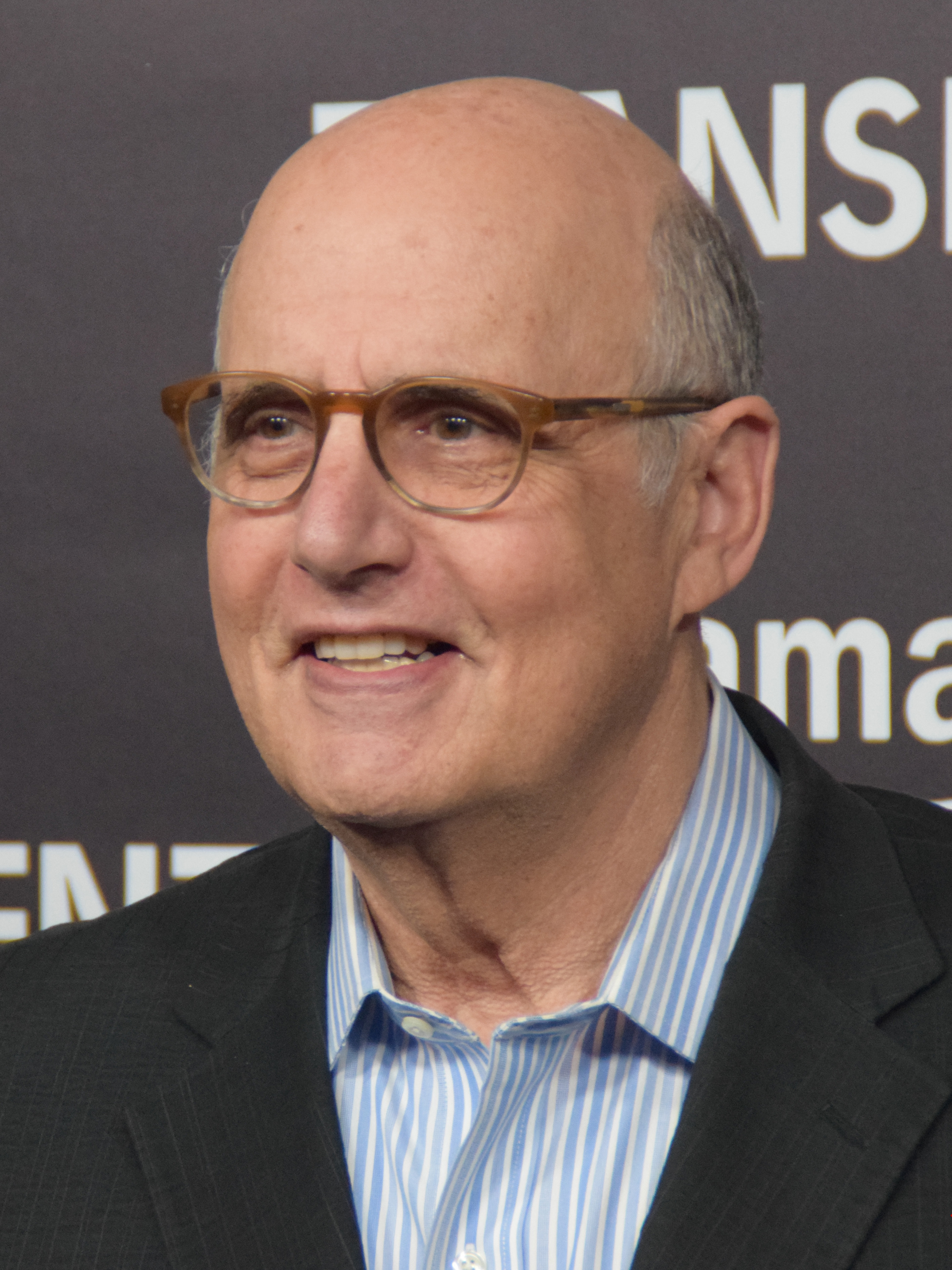
Jeffrey Tambor
Bästa manliga huvudroll i en komediserie

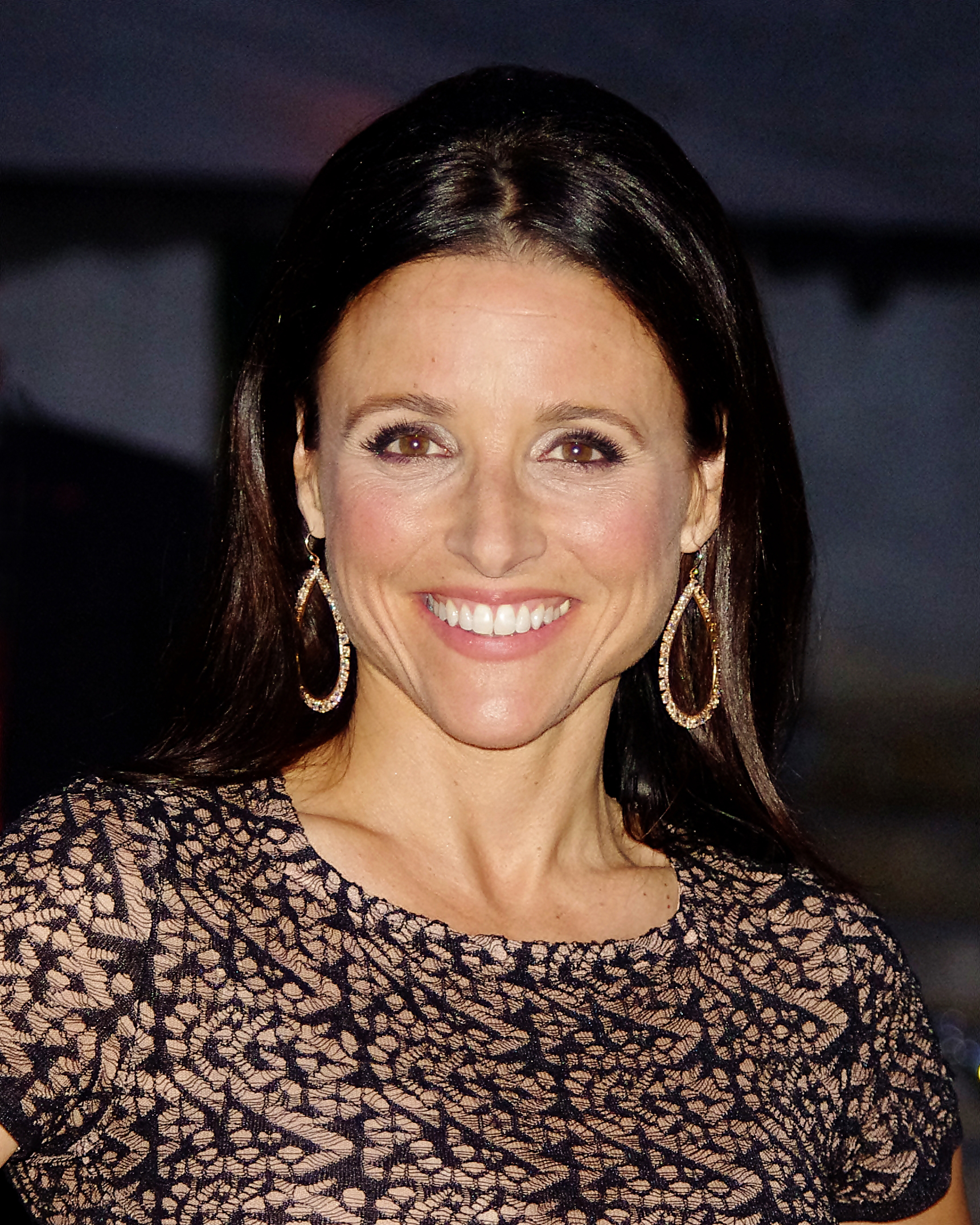
Julia Louis-Dreyfus
Bästa kvinnliga huvudroll i en komediserie

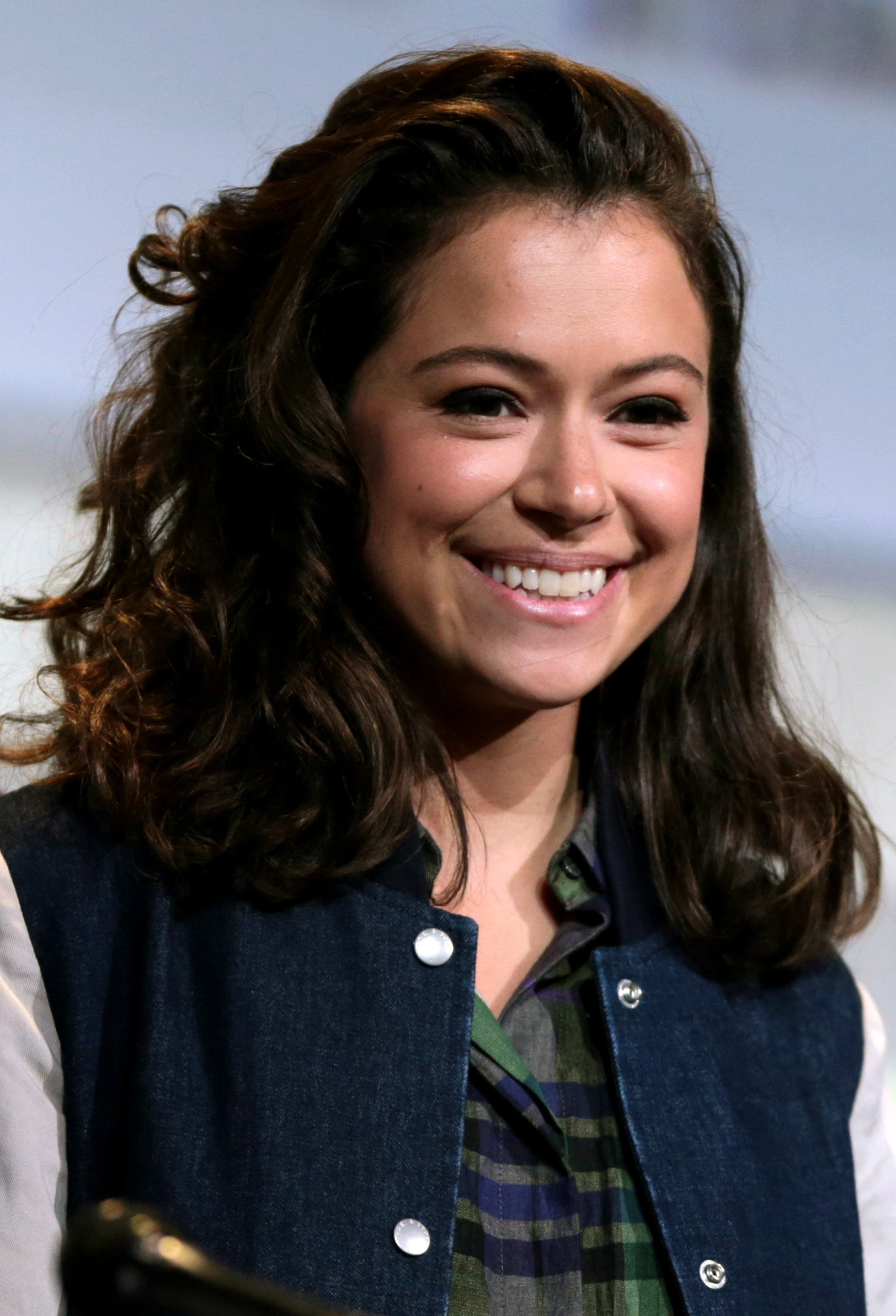
Tatiana Maslany
Bästa kvinnliga huvudroll i en dramaserie

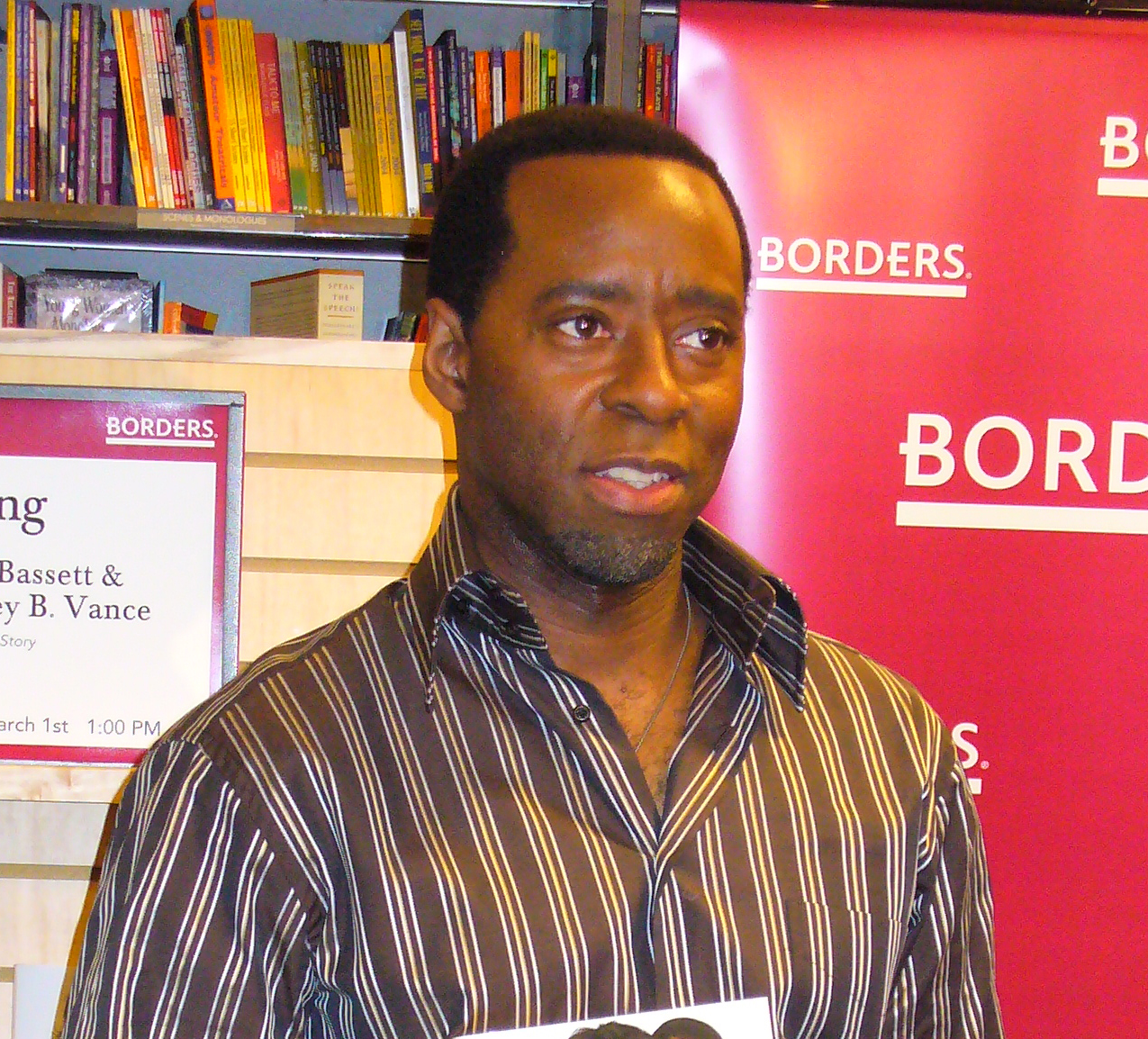
Courtney B. Vance
Bästa manliga huvudroll i en miniserie eller TV-film

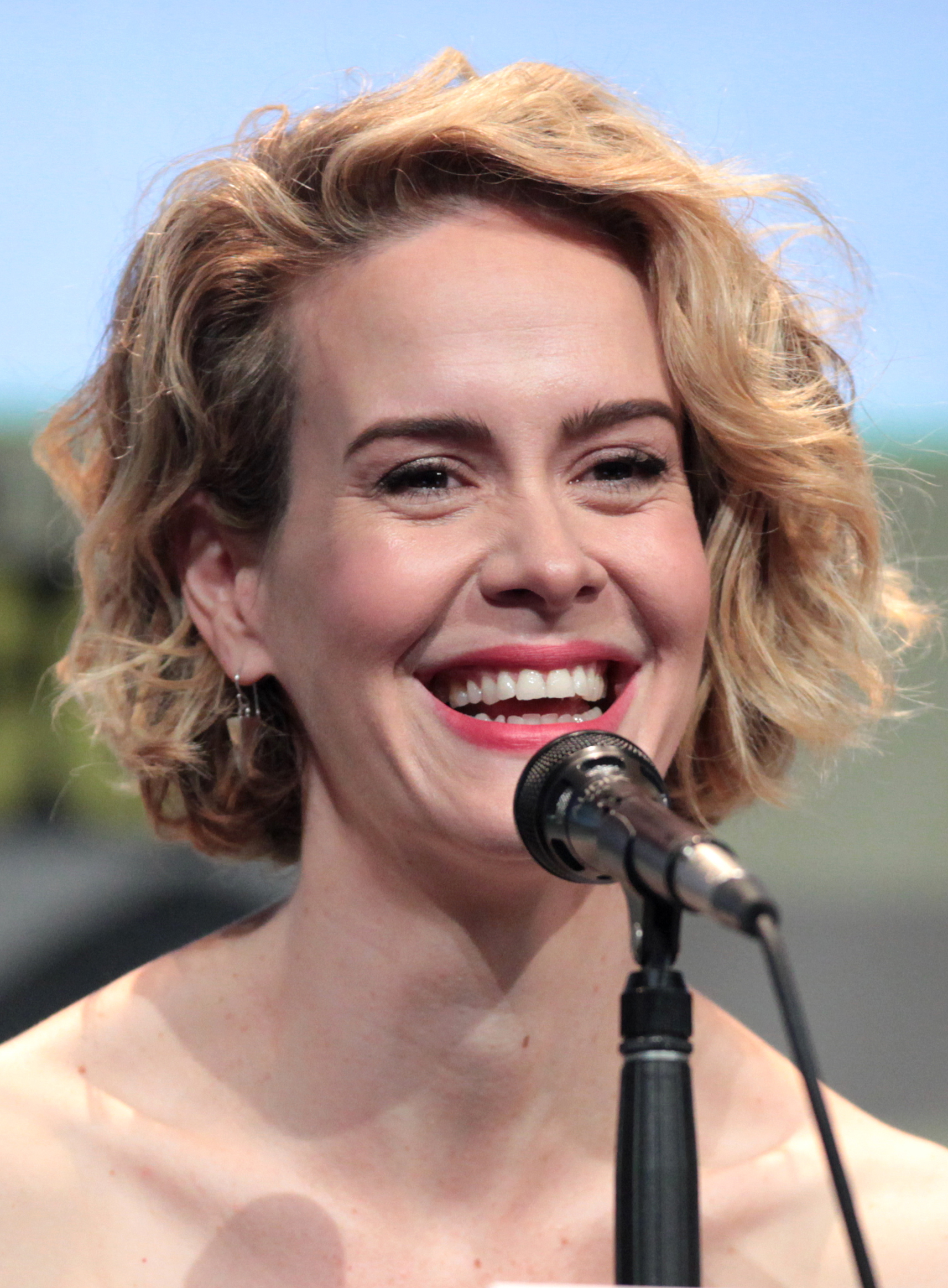
Sarah Paulson
Bästa kvinnliga huvudroll i en miniserie eller TV-film

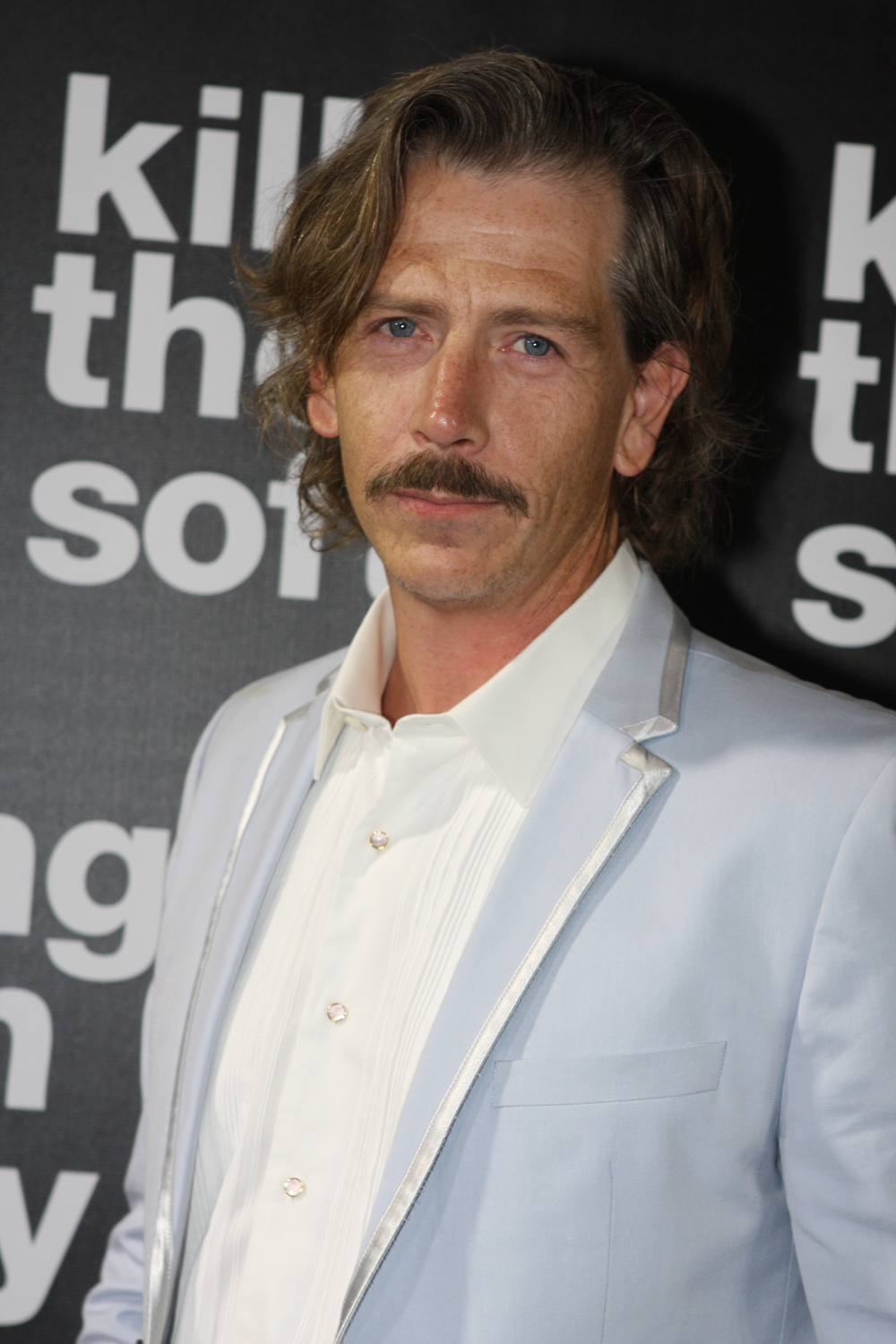
Ben Mendelsohn
Bästa manliga biroll i en dramaserie

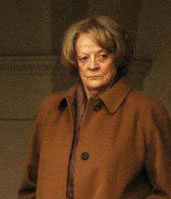
Maggie Smith
Bästa kvinnliga biroll i en dramaserie

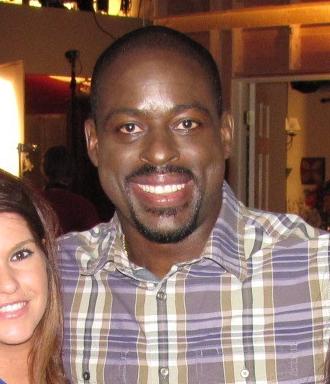
Sterling K. Brown
Bästa manliga biroll i en miniserie eller TV-film

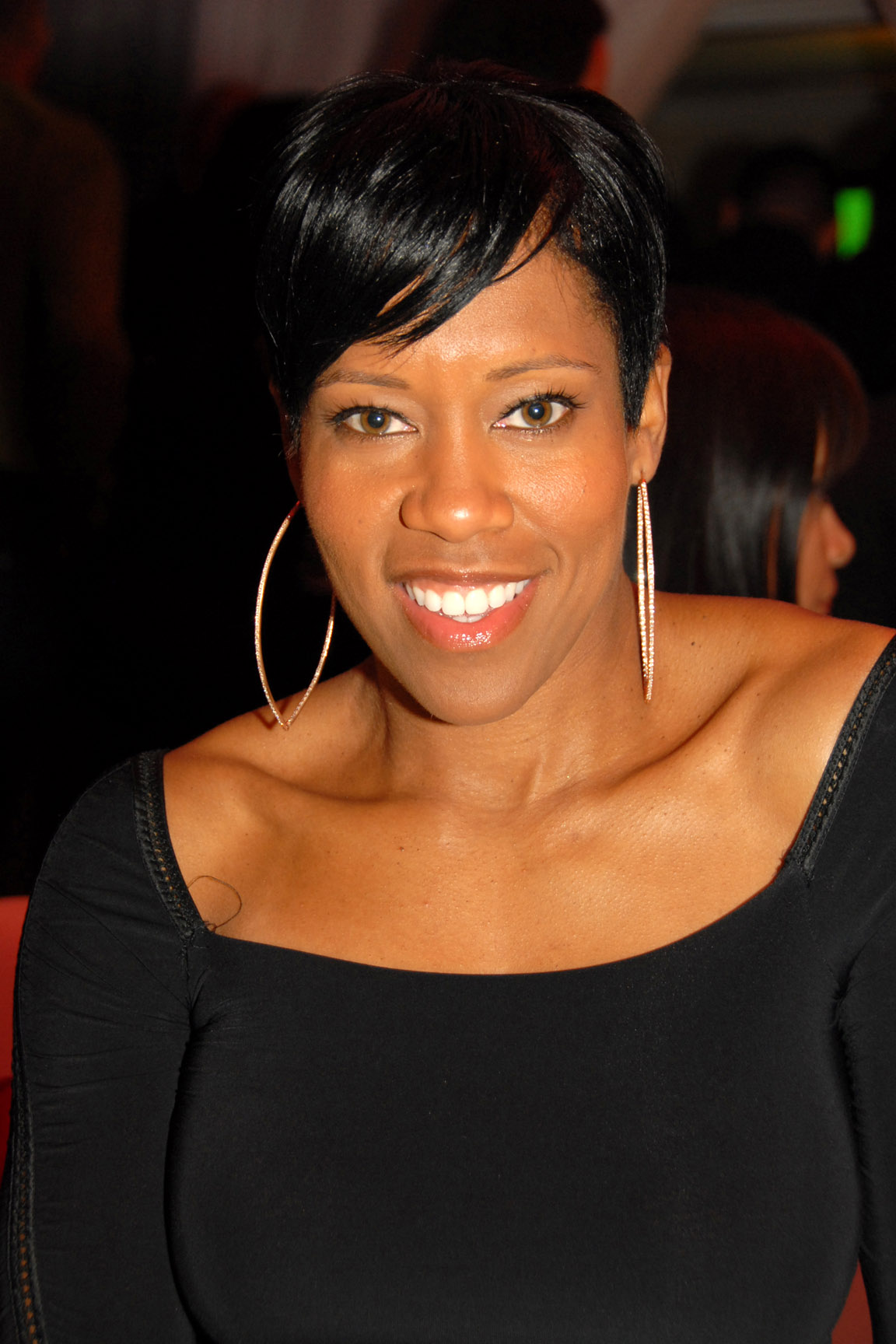
Regina King
Bästa kvinnliga biroll i en miniserie eller TV-film

Vinnarna listas i fetstil.

### Program
| Bästa komediserie | Bästa dramaserie |
| --- | --- |
| - Veep (HBO) - Black-ish (ABC) - Master of None (Netflix) - Modern Family (ABC) - Silicon Valley (HBO) - Transparent (Amazon) - Unbreakable Kimmy Schmidt (Netflix)                                                                              | - Game of Thrones (HBO) - The Americans (FX) - Better Call Saul (AMC) - Downton Abbey (PBS) - Homeland (Showtime) - House of Cards (Netflix) - Mr. Robot (USA Network)        |
| Bästa pratshow | Bästa sketchprogram |
| - The Late Late Show with James Corden (CBS) - Comedians in Cars Getting Coffee (Crackle) - Jimmy Kimmel Live! (ABC) - Last Week Tonight with John Oliver (HBO) - Real Time with Bill Maher (HBO) - The Tonight Show Starring Jimmy Fallon (NBC) | - Key & Peele (Comedy Central) - Documentary Now! (IFC) - Drunk History (Comedy Central) - Inside Amy Schumer (Comedy Central) - Portlandia (IFC) - Saturday Night Live (NBC) |
| Bästa miniserie | Bästa TV-film |
| - Fallet O.J. Simpson: American Crime Story (FX) - American Crime (ABC) - Fargo (FX) - The Night Manager (AMC) - Roots (History) | - Sherlock: "The Abominable Bride" (PBS) - All the Way (HBO) - Confirmation (HBO) - Luther (BBC America) - A Very Murray Christmas (Netflix)                                  |
| Bästa tävlingsprogram | |
| - The Voice (NBC) - The Amazing Race (CBS) - American Ninja Warrior (NBC) - Dancing with the Stars (ABC) - Project Runway (Lifetime) - Top Chef (Bravo)                                                                                          | |

### Skådespelare
| Bästa manliga huvudroll i en komediserie | Bästa kvinnliga huvudroll i en komediserie |
| --- | --- |
| - Jeffrey Tambor – Maura Pfefferman – Transparent - Anthony Anderson – Andre "Dre" Johnson, Sr. – Black-ish - Aziz Ansari – Dev Shah – Master of None - Will Forte – Phil "Tandy" Miller – The Last Man on Earth - William H. Macy – Frank Gallagher – Shameless - Thomas Middleditch – Richard Hendricks – Silicon Valley                                                                    | - Julia Louis-Dreyfus – Selina Meyer – Veep - Ellie Kemper – Kimmy Schmidt – Unbreakable Kimmy Schmidt - Laurie Metcalf – Jenna James – Getting On - Tracee Ellis Ross – Bow Johnson – Black-ish - Amy Schumer – Amy – Inside Amy Schumer - Lily Tomlin – Frankie Bergstein – Grace and Frankie                                            |
| Bästa manliga huvudroll i en dramaserie | Bästa kvinnliga huvudroll i en dramaserie |
| - Rami Malek – Elliot Alderson – Mr. Robot - Kyle Chandler – John Rayburn – Bloodline - Bob Odenkirk – Jimmy McGill – Better Call Saul - Matthew Rhys – Philip Jennings – The Americans - Liev Schreiber – Ray Donovan – Ray Donovan - Kevin Spacey – Frank Underwood – House of Cards | - Tatiana Maslany – olika karaktärer – Orphan Black - Claire Danes – Carrie Mathison – Homeland - Viola Davis – Annalise Keating – How to Get Away with Murder - Taraji P. Henson – Cookie Lyon – Empire - Keri Russell – Elizabeth Jennings – The Americans - Robin Wright – Claire Underwood – House of Cards                            |
| Bästa manliga huvudroll i en miniserie eller TV-film | Bästa kvinnliga huvudroll i en miniserie eller TV-film |
| - Courtney B. Vance – Johnnie Cochran – Fallet O.J. Simpson: American Crime Story - Bryan Cranston – Lyndon B. Johnson – All the Way - Benedict Cumberbatch – Sherlock Holmes – Sherlock: "The Abominable Bride" - Idris Elba – John Luther – Luther - Cuba Gooding Jr. – O.J. Simpson – Fallet O.J. Simpson: American Crime Story - Tom Hiddleston – Jonathan Pine – The Night Manager       | - Sarah Paulson – Marcia Clark – Fallet O.J. Simpson: American Crime Story - Kirsten Dunst – Peggy Blumquist – Fargo - Felicity Huffman – Leslie Graham – American Crime - Audra McDonald – Billie Holiday – Lady Day at Emerson's Bar & Grill - Lili Taylor – Anne Blaine – American Crime - Kerry Washington – Anita Hill – Confirmation |
| Bästa manliga biroll i en komediserie | Bästa kvinnliga biroll i en komediserie |
| - Louie Anderson – Christine Baskets – Baskets - Andre Braugher – Ray Holt – Brooklyn Nine-Nine - Tituss Burgess – Titus Andromedon – Unbreakable Kimmy Schmidt - Ty Burrell – Phil Dunphy – Modern Family - Tony Hale – Gary Walsh – Veep - Keegan-Michael Key – olika karaktärer – Key & Peele - Matt Walsh – Mike McLintock – Veep                                                         | - Kate McKinnon – olika karaktärer – Saturday Night Live - Anna Chlumsky – Amy Brookheimer – Veep - Gaby Hoffmann – Ali Pfefferman – Transparent - Allison Janney – Bonnie Plunkett – Mom - Judith Light – Shelly Pfefferman – Transparent - Niecy Nash – Didi Ortley – Getting On                                                         |
| Bästa manliga biroll i en dramaserie | Bästa kvinnliga biroll i en dramaserie |
| - Ben Mendelsohn – Danny Rayburn – Bloodline - Jonathan Banks – Mike Ehrmantraut – Better Call Saul - Peter Dinklage – Tyrion Lannister – Game of Thrones - Kit Harington – Jon Snow – Game of Thrones - Michael Kelly – Doug Stamper – House of Cards - Jon Voight – Mickey Donovan – Ray Donovan                                                                                            | - Maggie Smith – Violet Crawley – Downton Abbey - Emilia Clarke – Daenerys Targaryen – Game of Thrones - Lena Headey – Cersei Lannister – Game of Thrones - Maura Tierney – Helen Solloway – The Affair - Maisie Williams – Arya Stark – Game of Thrones - Constance Zimmer – Quinn King – UnREAL                                          |
| Bästa manliga biroll i en miniserie eller TV-film | Bästa kvinnliga biroll i en miniserie eller TV-film |
| - Sterling K. Brown – Christopher Darden – Fallet O.J. Simpson: American Crime Story - Hugh Laurie – Richard Onslow Roper – The Night Manager - Jesse Plemons – Ed Blumquist – Fargo - David Schwimmer – Robert Kardashian – Fallet O.J. Simpson: American Crime Story - John Travolta – Robert Shapiro – Fallet O.J. Simpson: American Crime Story - Bokeem Woodbine – Mike Milligan – Fargo | - Regina King – Terri LaCroix – American Crime - Kathy Bates – Iris – American Horror Story: Hotel - Olivia Colman – Angela Burr – The Night Manager - Melissa Leo – Lady Bird Johnson – All the Way - Sarah Paulson – Sally McKenna – American Horror Story: Hotel - Jean Smart – Floyd Gerhardt – Fargo                                  |

### Regi
| Bästa regi av en komediserie | Bästa regi av en dramaserie |
| --- | --- |
| - Transparent – "Man on the Land" – Jill Soloway - Master of None – "Parents" – Aziz Ansari - Silicon Valley – "Daily Active Users" – Alec Berg - Silicon Valley – "Founder Friendly" – Mike Judge - Veep – "Kissing Your Sister" – David Mandel - Veep – "Morning After" – Chris Addison - Veep – "Mother" – Dale Stern                                      | - Game of Thrones – "Battle of the Bastards" – Miguel Sapochnik - Downton Abbey – "Episode 9" – Michael Engler - Game of Thrones – "The Door" – Jack Bender - Homeland – "The Tradition of Hospitality" – Lesli Linka Glatter - The Knick – "This Is All We Are" – Steven Soderbergh - Ray Donovan – "Exsuscito" – David Hollander                                 |
| Bästa regi av en underhållningsserie | Bästa regi av en miniserie, film eller dramaspecial |
| - Inside Amy Schumer – "Madonna/Whore" – Ryan McFaul - Last Week Tonight with John Oliver – "Episode 303" – Paul Pennolino - The Late Late Show with James Corden – "Post-Super Bowl Episode" – Tim Mancinelli - Saturday Night Live – "Hosts: Tina Fey & Amy Poehler" – Don Roy King - The Tonight Show Starring Jimmy Fallon – "Episode 325" – Dave Diomedi | - The Night Manager – Susanne Bier - All the Way – Jay Roach - Fallet O.J. Simpson: American Crime Story – "From the Ashes of Tragedy" – Ryan Murphy - Fallet O.J. Simpson: American Crime Story – "Manna from Heaven" – Anthony Hemingway - Fallet O.J. Simpson: American Crime Story – "The Race Card" – John Singleton - Fargo – "Before the Law" – Noah Hawley |

### Manus
| Bästa manus till en komediserie | Bästa manus till en dramaserie |
| --- | --- |
| - Master of None – "Parents" – Aziz Ansari och Alan Yang - Catastrophe – "Episode 1" – Rob Delaney och Sharon Horgan - Silicon Valley – "Founder Friendly" – Dan O'Keefe - Silicon Valley – "The Uptick" – Alec Berg - Veep – "Morning After" – David Mandel - Veep – "Mother" – Alex Gregory och Peter Huyck | - Game of Thrones – "Battle of the Bastards" – David Benioff och D.B. Weiss - The Americans – "Persona Non Grata" – Joseph Weisberg och Joel Fields - Downton Abbey – "Episode 8" – Julian Fellowes - The Good Wife – "End" – Robert King och Michelle King - Mr. Robot – "eps1.0_hellofriend.mov" – Sam Esmail - UnREAL – "Return" – Marti Noxon och Sarah Gertrude Shapiro                                |
| Bästa manus till en underhållningsserie | Bästa manus till en miniserie, film eller dramaspecial |
| - Last Week Tonight with John Oliver - Full Frontal with Samantha Bee - Inside Amy Schumer - Key & Peele - Portlandia - Saturday Night Live | - Fallet O.J. Simpson: American Crime Story – "Marcia, Marcia, Marcia" – D.V. DeVincentis - Fallet O.J. Simpson: American Crime Story – "From the Ashes of Tragedy" – Scott Alexander och Larry Karaszewski - Fallet O.J. Simpson: American Crime Story – "The Race Card" – Joe Robert Cole - Fargo – "Loplop" – Robert De Laurentiis - Fargo – "Palindrome" – Noah Hawley - The Night Manager – David Farr |